# Ungod (álbum de Morgoth)
Ungod es el cuarto y último álbum de estudio de la banda alemana de death metal Morgoth. Fue lanzado el 26 de marzo de 2015 por Century Media, casi dos décadas después de su anterior álbum Feel Sorry for the Fanatic.

## Antecedentes y promoción
La banda comenzó a trabajar en el álbum en junio de 2014. Tras lanzar un sencillo de dos canciones en agosto, realizaron una gira con Bolt Thrower en septiembre y octubre. Durante noviembre y diciembre, continuaron trabajando en el álbum, esta vez con Karsten «Jagger» Jäger, vocalista fundador de Disbelief, quien reemplazó a Marc Grewe, miembro de larga trayectoria en la banda. Este es el único álbum de Morgoth que cuenta con Jäger, el bajista de Mind Ashes, Sotirios Kelekidis, y el exbatería de Destruction, Marc Reign.
En enero de 2015, la banda anunció el título y la fecha de lanzamiento del álbum, Ungod. La portada fue realizada por Seth Siro Anton, vocalista de Septicflesh y artista gráfico de portadas para bandas como Paradise Lost, Soilwork y Moonspell. Para promocionar el álbum, la banda publicó varios sencillos y videoclips, además de realizar una gira corta con Deserted Fear.

## Pistas del álbum
1. «House of Blood» – 2:34
2. «Voice of Slumber» – 4:52
3. «Snakestate» – 4:48
4. «Black Enemy» – 3:45
5. «Descent into Hell» – 3:28
6. «Ungod» – 6:13
7. «Nemesis» – 4:18
8. «God Is Evil» – 3:57
9. «Traitor» – 3:58
10. «Prison in Flesh» – 3:31
11. «The Dark Sleep» – 4:56

## Personal
- Karsten Jäger – voces.
- Harald Busse – guitarras.
- Sebastian Swart – guitarras.
- Sotirios Kelekidis – bajo.
- Marc Reign – batería.
- Producido y grabado por Jörn Michutta y Matthias Klinkmann.
- Dirección de arte y diseño por Spiros Antoniou.